# یواس‌اس آیریس (۱۸۸۵)
یواس‌اس آیریس (۱۸۸۵) (به انگلیسی: USS Iris (1885)) یک کشتی بود که طول آن ۳۲۱ فوت (۹۸ متر) بود. این کشتی در سال ۱۸۸۵ ساخته شد.